# Toshi Ichiyanagi
Toshi Ichiyanagi (jap. 一柳 慧 Ichiyanagi Toshi; ur. 4 lutego 1933 w Kobe, zm. 7 października 2022) – japoński kompozytor.

## Życiorys
Uczył się muzyki prywatnie u Tomojirō Ikenouchiego i Chieko Hary. W latach 1952–1961 przebywał w Nowym Jorku, gdzie studiował na Juilliard School of Music i poznał Johna Cage’a, pod wpływem którego zwrócił się ku awangardzie. Po powrocie do Japonii założył w 1963 roku zespół The New Directions Group, a w 1966 roku zorganizował Orchestral Space Festival. Związany był z ruchem artystycznym Fluxus. W latach 1956–1962 był żonaty z Yoko Ono.
Wśród dorobku muzycznego Ichiyanagiego znajduje się sześć symfonii, cztery koncerty smyczkowe, cztery koncerty fortepianowe, muzyka na taśmę (Music for Tinguely, 1963 i Appearance, 1967), opery The Last Will of Fire (1995), Momo (1995) i Hikari (2002). Tworzył także utwory z udziałem tradycyjnych instrumentów japońskich, m.in. Engen na koto i orkiestrę (1982), Ten, Zui, Ho, Gyaku na shakuhachi i fale Martenota (1988), Cosmos Ceremony na ryūteki (rodzaj fletu bambusowego), shō i orkiestrę (1993).

## Odznaczenia
- 1985 – kawaler Orderu Sztuki i Literatury (Francja)[5]
- 2005 – Order Wschodzącego Słońca klasy Złote Promienie z Rozetą (Japonia)[6]
- 2018 – Order Kultury (Japonia)[7]